# Wanderpol
Wanderpol – polski zespół popowy, założony w czerwcu 1969 roku w Warszawie przez saksofonistę Włodzimierza Wandera. 

## Historia
Po rozwiązaniu efemerycznych Nowych Polan, Włodzimierz Wander (saksofon tenorowy) powołał do życia Wanderpol, którego pierwszy skład współtworzyli wraz z nim: Tomasz Dziubiński (gitara, wokal wspierający), Waldemar Nowak (pianino, organy), Jan Goethel (gitara basowa) i Marian Myszko (perkusja, wokal wspierający). Z grupą współpracowała piosenkarka Dana Lerska. 
W czerwcu 1969 roku zespół nagrał w Redakcji Muzycznej  Polskiego Radia w Warszawie sześć piosenek z których cztery zaśpiewała Lerska (m.in. Przegapiłam (muz. Włodzimierz Wander – sł. Joanna Nawrocka) – utwór ukazał się na singlu piosenkarki z 1971 roku, pt. Ucz się śmiać z przegranej, wydanym przez Pronit, SP-350), zaś po jednej zaśpiewali Myszko (Weź, co chcesz – sł. Jan Zalewski) i Dziubiński (Jesienne dni – sł. Sławomir Rosiak), który jest kompozytorem obydwu utworów. 
10 czerwca 1969 roku zespół wystąpił na III Festiwalu Piosenku Żołnierskiej w Kołobrzegu, gdzie zaśpiewana przez D. Lerską piosenka pt. We wrzosach została nagrodzona „Złotym Pierścieniem”. Opublikowano ją na składankowych albumach, wydanych nakładem wytwórni Polskie Nagrania „Muza” (Muza SXL 0566 i Muza XL 0988). We wrześniu, pod nazwą Bis, zespół Wandera wyjechał na 3-miesięczne tournée po ZSRR w ramach składanki estradowej „50 Lat Polskiej Piosenki”, akompaniując następującym wykonawcom, a byli to: Maria Koterbska, Dana Lerska, Stanisława Kowalczyk, Marian Jonkajtys, Zdzisław Słowiński, Piotr Loretz, Rena Rolska, Siostry Panas, Marek Lewandowski i Wiktor Zatwarski (na fortepianie akompaniował im także Czesław Majewski). 
Od marca do końca maja 1970 roku Wanderpol w tym samym składzie i prezentując ten sam program, towarzyszył temu samemu gronu wykonawców po raz drugi, podczas swojej kolejnej trasy koncertowej po ZSRR. W trakcie pobytu w Moskwie, muzycy zespołu bez Wandera i Nowaka (T. Dziubiński, J. Goethel i M. Myszko) nagrywają razem z Czesławem Majewskim minialbum (EP) Reny Rolskiej pt. Дай, Дай!. Na tym wydawnictwie znalazły się cztery piosenki zaśpiewane po rosyjsku, a mianowicie: Daj, daj (muz. i sł. Adam Skorupka), Raz, tylko jeden raz (muz. i sł. Marek Sart), Ta Rena (muz. Czesław Majewski – sł. Zbigniew Stawecki), Jabłonie (muz. i sł. Janusz Hajdun). 
W czerwcu 1970 roku Dana Lerska wraz zespołem Wanderpol zaprezentowała na KFPP w Opolu piosenkę pt. Szli na zachód osadnicy, która ukazała się na EP-ce (Muza N 0604) i znalazła się na kompilacjach dotyczących festiwali kołobrzeskich (Muza XL 0849 i Muza SXL 1359). W lipcu piosenkarka otrzymała „Srebrny Pierścień” na IV FPŻ w Kołobrzegu za wykonanie (wraz z zespołem) pieśni pt. To oni szli, która jest dostępna na longplayu podsumowującym tę edycję festiwalu (Muza XL 0672). 
W 1970 roku grupa zarejestrowała dla Polskiego Radia kilka utwórów – m.in. zaśpiewaną przez Danę Lerską Balladę o tobie (muz. Włodzimierz Wander – sł. Zbigniew Stawecki) i Numer dziewięć, a także wykonaną przez Wandera piosenkę pt. Gdy przymkniesz oczy. Zaś rok później zespół nagrał m.in. utwory Wyprawię bal (muz. Włodzimierz Wander – sł. Joanna Jurandot-Nawrocka) i Piękniej może być, niż było (muz. Tomasz Dziubiński – sł. Wanda Sieradzka) w wykonaniu wokalnym Lerskiej oraz kolejną piosenkę zaśpiewaną przez Wandera pt. Dam ci piosenkę (muz. Włodzimierz Wander – sł. Zbigniew Stawecki). 
W 1971 roku Wanderpol m.in. towarzyszył Danie Lerskiej na V FPŻ w Kołobrzegu, wykonując piosenkę pt. Ech Soniu, Soniu (muz. Włodzimierz Wander – Tadeusz Aleksandrowicz), wydaną na kolejnej kompilacji (Muza XL 0747), a następnie został rozwiązany (Dziubiński odszedł w maju i został jednym ze współzałożycieli grupy Test), po czym we wrześniu 1972 roku reaktywowano go w składzie: Włodzimierz Wander (saksofon tenorowy), Tomasz Dziubiński (gitara), Jerzy Jabłoński (instrumenty klawiszowe), Jan Goethel (gitara basowa), Jan Słotkowicz (perkusja), by znów na kilka miesięcy wyjechał do ZSRR z nowym programem estradowym pt. Dziękuję serce i akompaniować Danie Lerskiej, Wiktorowi Zatwarskiemu oraz żeńskiemu kwartetowi wokalnemu Pro Contra. 
W kwietniu 1974 roku Dana Lerska dała recital piosenkarski w Teatrze Żydowskim w Warszawie, zaś w sierpniu Wanderpol wziął udział w koncercie „Ten stary dobry rock and roll” w ramach XIV MFP w Sopocie, by następnie do czerwca 1975 roku przebywać w Chicago i występować w tamtejszym klubie polonijnym Cafe Polonaise. Dalsza historia grupy związana jest już ściśle ze stałym pobytem za oceanem. Do Wandera dołączyli starzy i nowi partnerzy muzyczni, a byli to: Krzysztof Słotkowicz (gitara, gitara basowa), Jerzy Jabłoński (pianino, syntezator) i Marian Myszko (perkusja).
Na początku 1977 roku grupa wyjeżdża ponownie do Stanów Zjednoczonych i od tego czasu intensywnie występuje w klubach amerykańskich i polonijnych – samodzielnie oraz akompaniując artystom polskiej estrady w Chicago i Los Angeles. W październiku 1977 roku Wanderpol w tym samym składzie wziął udział w sesji nagraniowej albumu Krzysztofa Klenczona pt. The Show Never Ends, która miała miejsce w Universal Recording Studio w Chicago. 
Kolejny skład grupy wraz z Wanderem współtworzyli byli współpracownicy Bogusława Meca: Tomasz Dziubiński (gitara, harmonijka ustna, wokal wspierający – na przełomie lat 60. i 70. współzałożyciel i muzyk Wanderpolu), Marek Potemski (instrumenty klawiszowe, wokal wspierający) i Grzegorz Gierłowski (perkusja, instrumenty perkusyjne, wokal wspierający), a z zespołem śpiewała niezmiennie Dana Lerska. 
W styczniu 1980 roku Dziubiński przeszedł do Kwintetu Aleksandra Mazura, zaś skład grupy zmieniał się wielokrotnie. W Chicago stałą siedzibą Wanderpolu był klub Cardinal, który po kilku latach stał się własnością Włodzimierza Wandera. W lutym 1981 roku zespół wystąpił na koncercie dobroczynnym w klubie Milford, towarzysząc Danie Lerskiej i Krzysztofowi Klenczonowi oraz występując obok Krzysztofa Krawczyka i jego Krystof Bandu.